# ایندو اینترنشنال
ایندو اینترنشنال (انگلیسی: Endo International) شرکت داروسازی آمریکایی ایرلندی است، که در سال ۱۹۹۷ تأسیس شد.